# Mythimna chiangmai
Mythimna chiangmai är en fjärilsart som beskrevs av Márton Hreblay och Shin-Ichi Yoshimatsu. Mythimna chiangmai ingår i släktet Mythimna och familjen nattflyn. Inga underarter finns listade i Catalogue of Life.